# Édouard-Joseph Belin

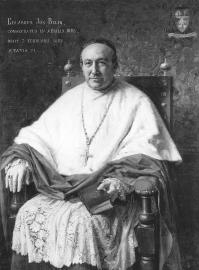
Mgr. Edouard-Joseph Belin.

Édouard-Joseph Belin (Obigies, 28 augustus 1821 - Namen, 7 februari 1892) was van 1884 tot aan zijn dood de 24ste bisschop van het Belgische bisdom Namen.

## Levensloop
Belin was de zoon van een landbouwer en volgde het middelbaar onderwijs aan het college van Doornik. Daarna studeerde hij filosofie aan het kleinseminarie van Bonne-Espérance en vervolgens theologie aan het grootseminarie van Doornik waar hij les kreeg van Théodore-Joseph Gravez, de latere bisschop van Namen.
In 1847 werd Belin tot priester gewijd. Hoewel hij de capaciteiten had om verder te studeren aan de universiteit, verkoos hij om onmiddellijk in het parochiale leven te stappen. Hij werd benoemd tot onderpastoor te Thuin en bleef deze functie behouden tot in 1863 toen hij benoemd werd tot pastoor-deken te Châtelet, een functie die hij gedurende 17 jaar uitoefende. In zijn dekenaat nam hij allerlei initiatieven op educatief en sociaal gebied.
In 1880 werd hij vicaris-generaal van het Bisdom Doornik en deken van het kapittel van de kathedraal van Doornik. Deze benoeming kwam op een moment dat het bisdom in volle crisis was. De vorige bisschop Edmond Dumont was in 1879 van zijn taak ontheven omwille van de vele tegenkantingen tegen zijn beleid en het bisdom werd geleid door een apostolisch administrator. Tijdens de Eerste Schoolstrijd (1878-1884) waren er in het bisdom tevens hevige tegenstellingen tussen de ultramontanen en de liberalen tijdens de Eerste Schoolstrijd.
Op 27 maart 1884 werd Belin door paus Leo XIII aangesteld als nieuwe bisschop van Namen als opvolger van Petrus Lambertus Goossens, die tot aartsbisschop van het aartsbisdom Mechelen was benoemd. Op 15 april van dat jaar werd Belin tot bisschop gewijd. Het devies van de nieuwe bisschop luidde: Deus Adjuctor. 
Als bisschop besteedde Belin veel aandacht aan de rol van de familie; het was voor hem de kern van de samenleving. Speciale aandacht ging eveneens uit naar de situatie van de arbeiders in zijn bisdom waarbij de arbeidersverenigingen sterk door hem gepromoot werden. Tijdens de systematische bezoeken van zijn parochies gedroeg hij zich niet als een bisschop maar als een eenvoudige dorpspastoor die zijn parochianen bezocht. Belin had een aanvang genomen met de restauratie van de Sint-Aubankathedraal en drukte zijn stempel op de liturgie. Er werd meer aandacht geschonken aan de gregoriaanse muziek tijdens de misvieringen.
Geconfronteerd met een zwakkere gezondheid diende hij omstreeks 1890 een verzoek in om te mogen aftreden maar dit werd hem door Paus Leo XIII geweigerd. Hij stierf op 70-jarige leeftijd in het bisschoppelijk paleis van Namen.